# (73552) 2003 QK12
(73552) 2003 QK12 – planetoida z pasa głównego asteroid okrążająca Słońce w ciągu 4,08 lat w średniej odległości 2,55 j.a. Odkryta 22 sierpnia 2003 roku.